# 關東公方
關東公方（日语：〔〕／ Kantō kubō）是日本室町時代關東地方各足利氏分支的稱號。「公方」是日本武家對征夷大將軍的敬稱；關東公方源於室町幕府派出機關鎌倉府的長官，最初稱為鎌倉公方（かまくらくぼう），管轄範圍包括關八州及伊豆（今靜岡縣東部的半島部份）、甲斐（今山梨縣）等十個令制國。
自15世紀後半葉的「享德之亂」，與幕府對立的五代鎌倉公方足利成氏遷往古河城（位於今茨城縣古河市）以來，改稱「古河公方」（こがくぼう），16世紀前半葉又分出駐在下總國小弓城（位於今千葉縣千葉市）的「小弓公方」。
另外，「享德之亂」期間，幕府派駐伊豆國堀越（位於今靜岡縣伊豆之國市）的「堀越公方」，也號稱是正統的關東公方，但在1467年應仁之亂勃發、幕府無力東顧的背景下，僅傳兩代、36年就為駿河國（今靜岡縣中部）今川氏客將伊勢盛時所滅。

## 鎌倉公方
1349年，足利尊氏派遣其子足利基氏下鎌倉，成為初代鎌倉公方。並由關東管領擔任補佐，支配關東八國和伊豆・甲斐共十國（後來也管轄陸奧國・出羽國）；基氏之後也由其子孫世襲鎌倉公方之職。

### 歷代鎌倉公方
| 代   | 姓名     | 在職期間                                                                        | 備考                               |
| ---- | -------- | ------------------------------------------------------------------------------- | ---------------------------------- |
| 初代 | 足利基氏 | 1349年（南朝：正平4年、北朝：貞和5年）～1367年（南朝：正平22年、北朝：貞治6年） |                                    |
| 二代 | 足利氏滿 | 1367年（南朝：正平22年、北朝：貞治6年）～1398年（應永5年）                      |                                    |
| 三代 | 足利滿兼 | 1398年（應永5年）～1409年（應永16年）                                           |                                    |
| 四代 | 足利持氏 | 1409年（應永16年）～1439年（永享11年）                                          |                                    |
| 五代 | 足利成氏 | 1439年（永享11年）～1455年（康正元年）                                          | 1455年移往下總國古河，成為古河公方 |

### 鎌倉府與幕府的對立
歷代的鎌倉公方常因權力之爭與京都的幕府，以及忠於幕府的關東管領上杉氏對立。四代鎌倉公方足利持氏因五代將軍足利義量死後的繼承問題，與新任的六代將軍義教反目，受到幕府派兵及關東管領上杉憲實的追討，引發1438至1439年間的「永享之亂」，最終兵敗自殺，關東公方一時斷絕。
1447年，持氏遺兒成氏在幕府許可下補任鎌倉公方；但1455年，成氏為報父仇殺死上杉憲實的繼承人憲忠，從而與幕府對立，引發史稱享德之亂的長期戰亂。享德之亂期間，成氏將根據地移往下總國古河城，從此定居該地，鎌倉府因而斷絕。

## 古河公方

### 享德之亂及古河、堀越兩公方之爭
第5代鎌倉公方足利成氏於1455年（日本享德4年）將根據地從鎌倉移往古河，成為初代「古河公方」；包括後來的政氏、高基、晴氏、義氏5代、延續約130年，被視為鎌倉公方的嫡流。
為對抗足利成氏，幕府於1457年派出足利政知繼任鎌倉公方，但因戰事關係，只能暫居於伊豆國堀越，而被稱為「堀越公方」。1467年，應仁之亂爆發，幕府從此無力東顧，堀越公方遂陷入孤立無援的窘境；1487年，經過長期戰亂的幕府及古河公方終於達成停戰協議（史稱「都鄙合體」），幕府承認足利成氏正統關東公方的地位，堀越公方更是失去了名義上的正當性。1493年，駿河國今川氏客將伊勢盛時趁關東戰亂，奪取伊豆國領地，堀越公方家就此消滅。

### 歷代古河公方
| 代   | 姓名     | 在職期間         | 補佐的關東管領                                               | 備考                                                     |
| ---- | -------- | ---------------- | ------------------------------------------------------------ | -------------------------------------------------------- |
| 初代 | 足利成氏 | 1455年 - 1497年  | （上杉憲忠）                                                 | 第5代鎌倉公方。 憲忠謀殺後和關東管領（房顯・顯定）對立。 |
| 2代  | 足利政氏 | 1497年 - 1512年  | 上杉顯定 上杉顯實（來自公方家的養子）                        |                                                          |
| 3代  | 足利高基 | 1512年 - 1535年  | 上杉憲房 上杉憲寛（來自公方家的養子） 上杉憲政（憲房之實子） | 元服時為高氏。後改名。                                   |
| 4代  | 足利晴氏 | 1535年 - 1552年  | 上杉憲政 北條氏綱（足利晴氏補任） 北條氏康（足利義氏補任）   |                                                          |
| 5代  | 足利義氏 | 1552年 - 1583年  | 北條氏康（足利義氏補任） 北條氏政（足利義氏補任） 上杉謙信   | 母是北條氏綱之女。藤氏的異母兄弟。                       |
| -    | 足利藤氏 | 1561年 - 1562年? | 上杉謙信                                                     | 不承認義氏就任的上杉謙信等人擁立。 通常不列入歷代之內。  |
| -    | 氏姫     |                  |                                                              | 足利義氏之長女。子孫是後來的喜連川氏。                   |

## 小弓公方及喜連川藩

### 歷代小弓公方
- 足利義明
- 足利賴純

（子足利国朝娶足利氏姬為正室）

### 歷代喜連川藩藩主
初代·喜連川賴氏1593-1630

（足利國朝之弟、足利氏姬再婚之夫）

二代·喜連川尊信1630-1648

三代·喜連川昭氏1648-1713

四代·喜連川氏春1714-1721

五代·喜連川茂氏1721-1757

六代·喜連川氏連1757-1762

七代·喜連川恵氏1762-1789

八代·喜連川彭氏1789-1830

九代·喜連川煕氏1830-1861

十代·喜連川宜氏1861-1862

十一代·喜連川縄氏1862-1869

末代·足利聡氏1869-1870

（恢復足利姓氏）

### 歷代足利子爵家當主
初代·足利於菟丸1884-1935

末代·足利惇氏1935-1947

### 戰後喜連川足利家當主
初代·足利惇氏1947-1983

二代·足利浩平1983-迄今

## 註腳
1. ↑  另有一度為上杉謙信等大名擁立的足利藤氏，雖為晴氏嫡男，卻因後來相越同盟成立、謙信認可義氏的公方身分，而不被列入系譜。

## 關連項目
- 室町幕府
- 關東管領
- 永享之亂
- 享德之亂
- 南總里見八犬傳
- 應仁之亂
- 榎下公方
- 平島公方：
  - 足利義冬（義維）
  - 足利義助 - 義栄の弟
  - 足利義種
  - 平島義次（又八郎、この「又」の字は、遠祖の足利尊氏の幼名・又太郎から取って、蜂須賀氏に強引に通字とされたもの）
  - 平島義景（又次郎）
  - 平島義辰（又太郎）
  - 平島義武（熊八郎）
  - 平島義宜（左衛門）
  - 足利義根（又太郎） - 　文化2年（1805年）に京都へ移る。
  - 足利義俊（中務、のち又太郎）
  - 足利義孝（左兵衛）
  - 足利義廉（武千代）(1870年〜1967年)
  - 足利進悟 （1908年 - 2003年） - 前全国足利氏ゆかりの会特別顧問、
  - 足利義弘（現・当主） - 現全国足利氏ゆかりの会特別顧問　旧・創造学園大学元教授。
- 越前公方